# Mervyn Herbert (17e baron Darcy de Knayth)
Pour les articles homonymes, voir Herbert.
Mervyn Horatio Herbert Herbert, 17e baron Darcy de Knayth, né le 7 mai 1904 et mort le 23 mars 1943, est un avocat, militaire et noble britannique. "Herbert" est à la fois son nom de famille et son troisième prénom.

## Biographie
Il est le troisième et dernier enfant de George Herbert, 4e comte de Powis, et de Violet Lane-Fox, suo jure baronne Darcy de Knayth. Le titre de comte de Powis de la pairie du Royaume-Uni est créé en 1804 pour Edward Clive, député tory à la Chambre des communes et fils de Robert Clive, dit « Clive des Indes », gouverneur colonial du Bengale. Le 4e comte de Powis est l'arrière-petit-fils du premier. Le titre de baron Darcy de Knayth de la pairie d'Angleterre est beaucoup plus ancien, créé en 1332 par le roi Édouard III pour John Darcy (en), député du Nottinghamshire au Parlement d'Angleterre et Lord justicier d'Irlande. Ce titre pouvant être porté par une femme, Violet Herbert (née Lane-Fox) en hérite en 1903 de son père Sackville Lane-Fox, le 15e baron,,.

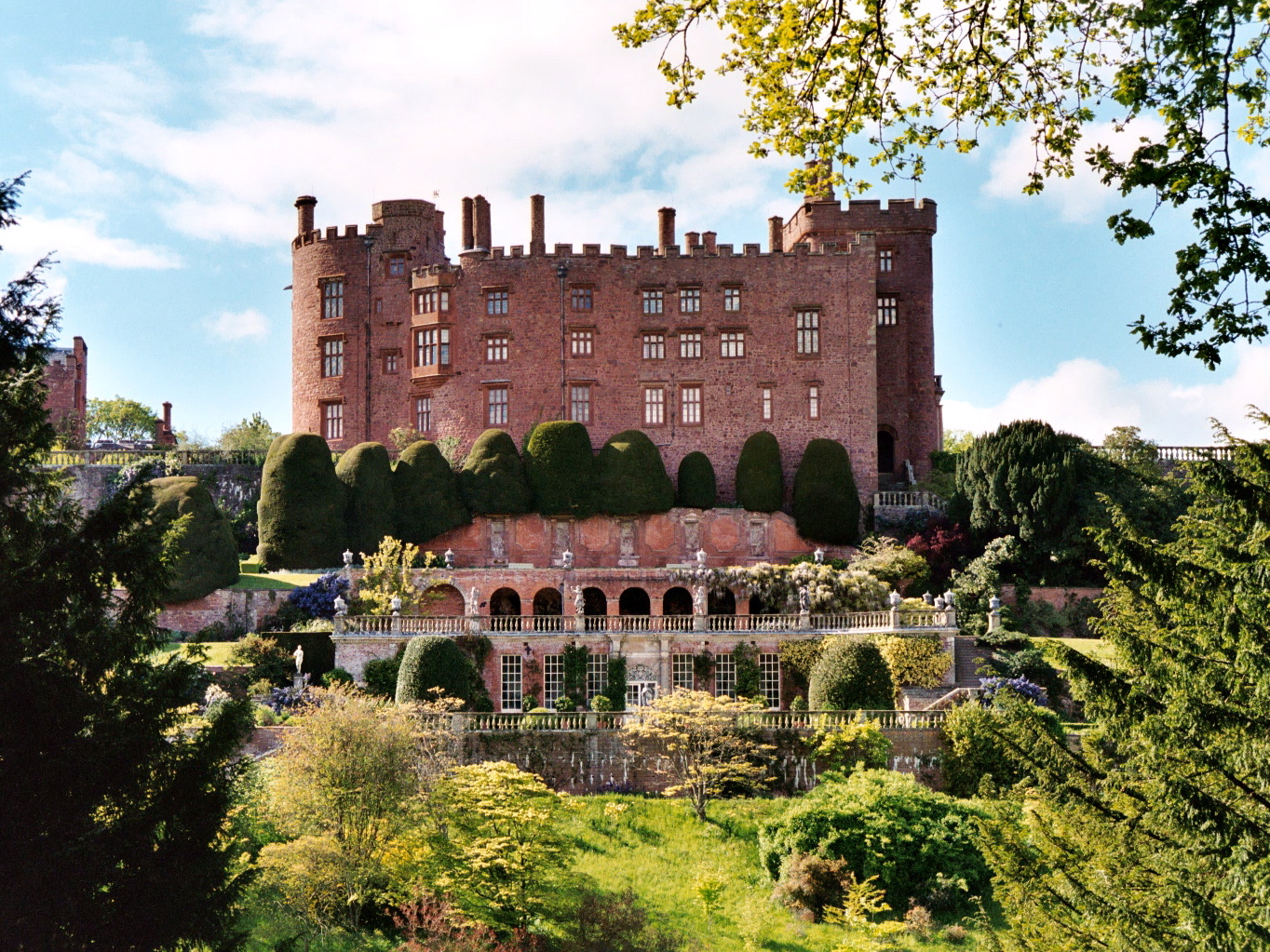
Le château de Powis, au pays de Galles.

Mervyn Herbert grandit au château de Powis, près de Welshpool au pays de Galles, construit à la fin du XIIIe siècle par le prince gallois Gruffydd ap Gwenwynwyn de la principauté de Powys Wenwynwyn, et propriété de la famille Herbert depuis la fin du XVIe siècle. Il est éduqué au collège d'Eton, comme beaucoup de garçons de la haute société. En 1916, son frère Percy, de douze ans son aîné et capitaine dans le régiment d'infanterie des Welsh Guards, est tué au combat à la bataille de la Somme. Mervyn Herbert, désormais unique fils de son père (bien qu'il ait une sœur aînée), reçoit alors le titre de courtoisie de vicomte Clive. Il obtient un diplôme de Bachelor of Arts (licence) au Trinity College de l'université de Cambridge, puis est formé au droit au Inner Temple à Londres et appelé au barreau. Il pratique le métier de barrister (avocat plaidant).
En avril 1929, sa mère meurt dans un accident de voiture et il devient le 17e baron Darcy de Knayth, obtenant un siège à la Chambre des lords. Aviateur amateur, il intègre la réserve de volontaires (en) de la Royal Air Force. En 1934 il épouse Vida Cuthbert, fille d'un capitaine des Scots Guards vétéran de la Première Guerre mondiale et petite-fille du comte de Strafford. Le couple aura une enfant, Davina.
Il participe à la Seconde Guerre mondiale, et devient chef d'escadron du 157e escadron de la Royal Air Force. En mars 1943, il revient de patrouille autour de Bradwell-on-Sea dans l'Essex aux commandes d'un avion de chasse Mosquito avec son navigateur le pilot officer Albert Eastwood, lorsque son avion s'écrase près de Manningtree, tuant les deux hommes. Les circonstances de l'accident sont restées peu claires, mais il est supposé que leur avion a été percuté par mégarde par un bombardier britannique. Mervyn Herbert est inhumé au cimetière de l'église de Welshpool,.
Il est l'un des cinquante-six parlementaires britanniques morts à la Seconde Guerre mondiale et commémorés par un vitrail au palais de Westminster. À sa mort, son titre de baron Darcy de Knayth est hérité par son unique fille, Davina Herbert, alors âgée de 4 ans. En 1963, la loi Peerage Act autorise les femmes titulaires d'un titre de pairie héréditaire à siéger à la Chambre des lords, cinq ans après la loi Life Peerages Act qui accorde ce droit aux femmes ayant un titre de pair à vie. La baronne Darcy de Knyath est alors l'une des seize premières femmes pairs héréditaires autorisées à occuper le siège correspondant à leur titre. Partiellement paralysée lors d'un accident de voiture en 1964, elle sera athlète handisport dans la délégation britannique aux Jeux paralympiques d'été de 1968 et de 1972. George Herbert (4e comte de Powis) ayant survécu à ses deux fils, à sa mort en 1952 à l'âge de 90 ans son titre de comte passe à son cousin Edward Herbert,.